# Foresta di Gutturu Mannu
La foresta di Gutturu Mannu è un complesso forestale appartenente al demanio della regione Sardegna.
Situata nella parte meridionale dell'Isola, in territorio dei comuni di Assemini e Capoterra, si estende su una superficie di 4748 ettari disposti tra quota 94 e la quota 1113 di monte Is Caravius, il rilievo più elevato del massiccio del Sulcis. La foresta confina a sud con le foreste demaniali di Monte Nieddu e Is Cannoneris e ad est con quelle di Tamara Tiriccu e Pantaleo. Inoltre confina a nord con la riserva di Monte Arcosu gestita dal WWF.
Il complesso è attraversato dai corsi d'acqua: rio su Murru Sirboni, rio su Murru su Zippiri, rio Tronconi Mannu, rio Perdu Secci, rio Moras e canale Ladu, tutti affluenti del principale rio Guturu Mannu.
Sotto l'aspetto vegetazionale la copertura forestale è caratterizzata di un soprassuolo arboreo ed arbustivo a sclerofille sempreverdi dominate dalle tipiche essenze della vegetazione mediterranea, in particolare leccio, sughera, olivastro e lentisco.
La fauna è costituita da numerose specie animali e di grande interesse naturalistico-ambientale a partire dal cervo sardo, oggetto di protezione speciale da parte del WWF. Popolano la foresta anche altri mammiferi come cinghiali, daini, volpi, donnole, gatti selvatici. Tra i volatili non è raro incontrare l'aquila reale, la poiana e l'astore.